# Fontana dell'Acqua Paola
La Fontana dell'Acqua Paola, aussi connue sous le nom de Il Fontanone (« la grande fontaine »), est une fontaine monumentale en portique (tout comme Fontana dell'Acqua Felice) située sur le Janicule, près de l'église San Pietro in Montorio , à Rome, Italie. Elle a été construite en 1612 pour marquer la fin de l'aqueduc Acqua Paola, restauré par le pape Paul V ; la fontaine tient son nom de ce pape. Elle a été la première fontaine importante sur la rive gauche du Tibre.

## Histoire
La construction de la Fontana dell'Acqua Paola est due à la popularité de la Fontana dell'Acqua Felice construite en 1585-88 par le pape Sixte V. Paul V décide de reconstruire et d'étendre l'aqueduc en ruine Acqua Traiana construit par l'empereur Trajan afin de fournir une nouvelle source d'eau potable aux habitants du Janicule qui doivent puiser leur eau dans des sources saumâtres ou dans les eaux polluées du Tibre. Il lève des fonds pour son projet avec une taxe sur le vin, qui fait se plaindre certains habitants. L'argent récolté par cette taxe et par d'autres sources lui permet d'acheter les droits pour utiliser l’eau d'une source près du lac Bracciano pour alimenter la fontaine.
La fontaine a été conçue par Giovanni Fontana, dont le frère a travaillé sur la Fontana dell'Acqua Felice, et par Flaminio Ponzio. Ils utilisent du marbre pris dans le temple romain proche en ruine de Minerve sur le Forum de Nerva, et construisent une porte massive de cinq arches pour l'arrivée de l'eau. Ils placent en haut de la fontaine la tiare papale et les clés, au-dessus des armoiries de la famille Borghese, un aigle et un dragon, portés par des anges. L’inscription loue le pape Paul en termes poétiques pour avoir apporté l'eau aux habitants du quartier.
Contrairement à la Fontana dell'Acqua Felice qui a une abondance de statues sur des thèmes bibliques, le thème de la Fontana dell'Acqua Paola est l'eau. Cinq cours d'eau coulent à travers les arches dans cinq bassins en marbre. En 1690, Carlo Fontana ajoute un bassin semi-circulaire pour recueillir les trop-pleins des bassins en marbre. Des poteaux en marbre sont installés pour empêcher les cochers d'abreuver leurs animaux à la fontaine, mais le bassin est tentant pour beaucoup d'habitants qui s'y baignent. Un décret est émis en 1707 pour interdire la baignade dans la fontaine.

## Postérité

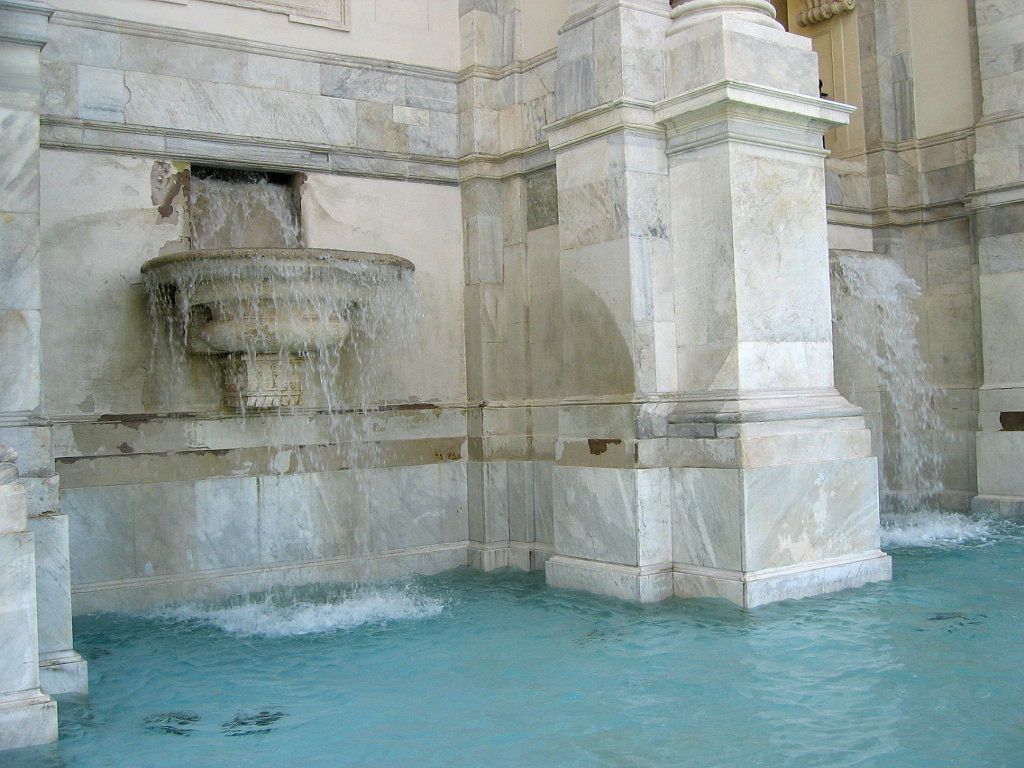
Fontana dell'Acqua Paola (détail)

La forme de la fontaine est une source d’inspiration pour la construction de la fontaine de Trevi.
Le compositeur américain Charles Griffes a composé une pièce de caractère pour piano intitulée The Fountains of Acqua Paola dans Roman Sketches, Op. 7 (composé en 1915-16). Griffes n'est jamais allé à Rome ou en Italie. Les pièces de sa collection sont inspirées d'un recueil de poèmes, Sospiri di Roma (1891), de William Sharp.
La scène d'ouverture du film italien La grande bellezza de Paolo Sorrentino a été tournée à la Fontana dell'Acqua Paola.